# Georgetta Hurmuzachi
Georgetta Hurmuzachi   (23 de gener de 1936) és una gimnasta artística romanesa, ja retirada, que va competir durant la dècada de 1950.
El 1956 va prendre part en els Jocs Olímpics d'Estiu de Melbourne, on va disputar set proves del programa de gimnàstica. Guanyà la medalla de bronze en la competició del concurs complet per equips, mentre en les altres proves destaca una cinquena posició en el concurs complet per aparells.